# Història de la sal

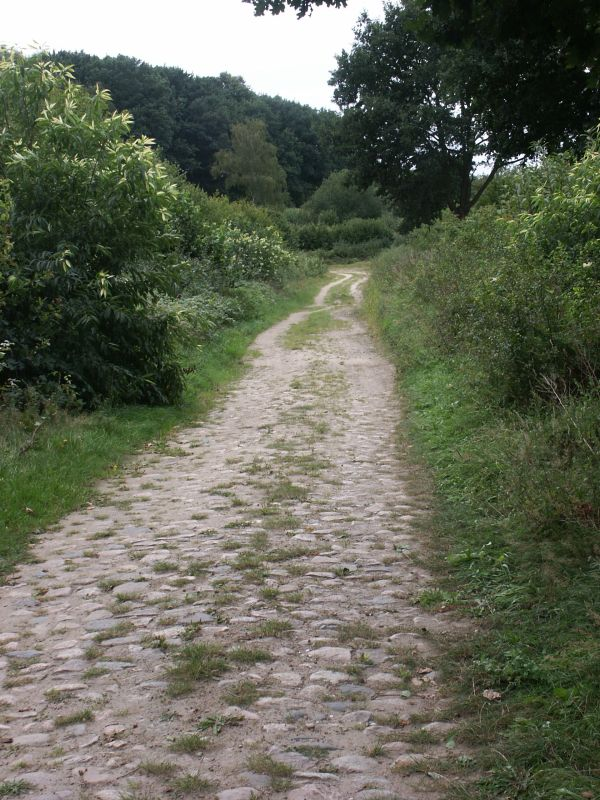
Aquest camí denominat Alte Salzstraße (vella ruta de la sal) situat al nord d'Alemanya és un exemple de la importància que tingué el transport d'aquest preuat condiment en la majoria de les cultures

La història de la sal tracta de l'ús d'una de les poques roques comestibles per a l'ésser humà, al costat només de la silvina i algunes sals que contenen calci (calç), fòsfor i oligoelements, com el fluor, el brom i el iode (sempre en petites quantitats, com en el cas de la sal comuna mateixa). L'ús n'és general en totes les cuines del món, bé sigui com a condiment, bé com a conservant específic d'alguns aliments, com és el cas de la salaó de carn i peix.
Va ser la causa de llargues crisis econòmiques i guerres. La seva història està molt unida a les transaccions econòmiques de la història de la humanitat, impacte que es palesa en paraules com salari, vies tals com la prehistòrica Route du Sel a França, la Via Salaria de l'antiga Roma o localitats com Salinas de Léniz (Leintz-Gaztaga en basc) a Euskadi. A més se li han atribuït "simbolismes" com la fertilitat.
La sal afecta el sentit del gust perquè l'organisme humà té sensors especialitzats a la llengua capaços de detectar el gust salat dels aliments. El seu ús culinari és normalment el de "reforçador" dels gustos. La sal s'ha extret principalment de l'evaporació de l'aigua marina i de l'extracció minera de roques amb clorur sòdic (com l'halita).
Avui en dia la sal és un ingredient comú en el menjar. La quantitat diària de la seva ingesta es controla i es vigila des de començaments del segle xx en la població mundial d'hipertensos, i en alguns llocs del món és part dels aliments funcionals i se serveix sal iodada per evitar l'aparició del goll (hipotiroïdisme).
La gran importància econòmica que se li va donar a la sal en el passat ja no és la mateixa que se li dona en el present des de finals del segle xix, en part a causa de l'aparició de diversos mitjans alternatius i molt efectius de conservació dels aliments dins de la indústria alimentària moderna, així com una gran millora tècnica dels mètodes moderns d'extracció i elaboració de la sal. Aquests efectes combinats fan que la demanda mundial de sal hagi minvat. No obstant això, és ja un ingredient molt comú, un element imprescindible en qualsevol cuina.

## Origen

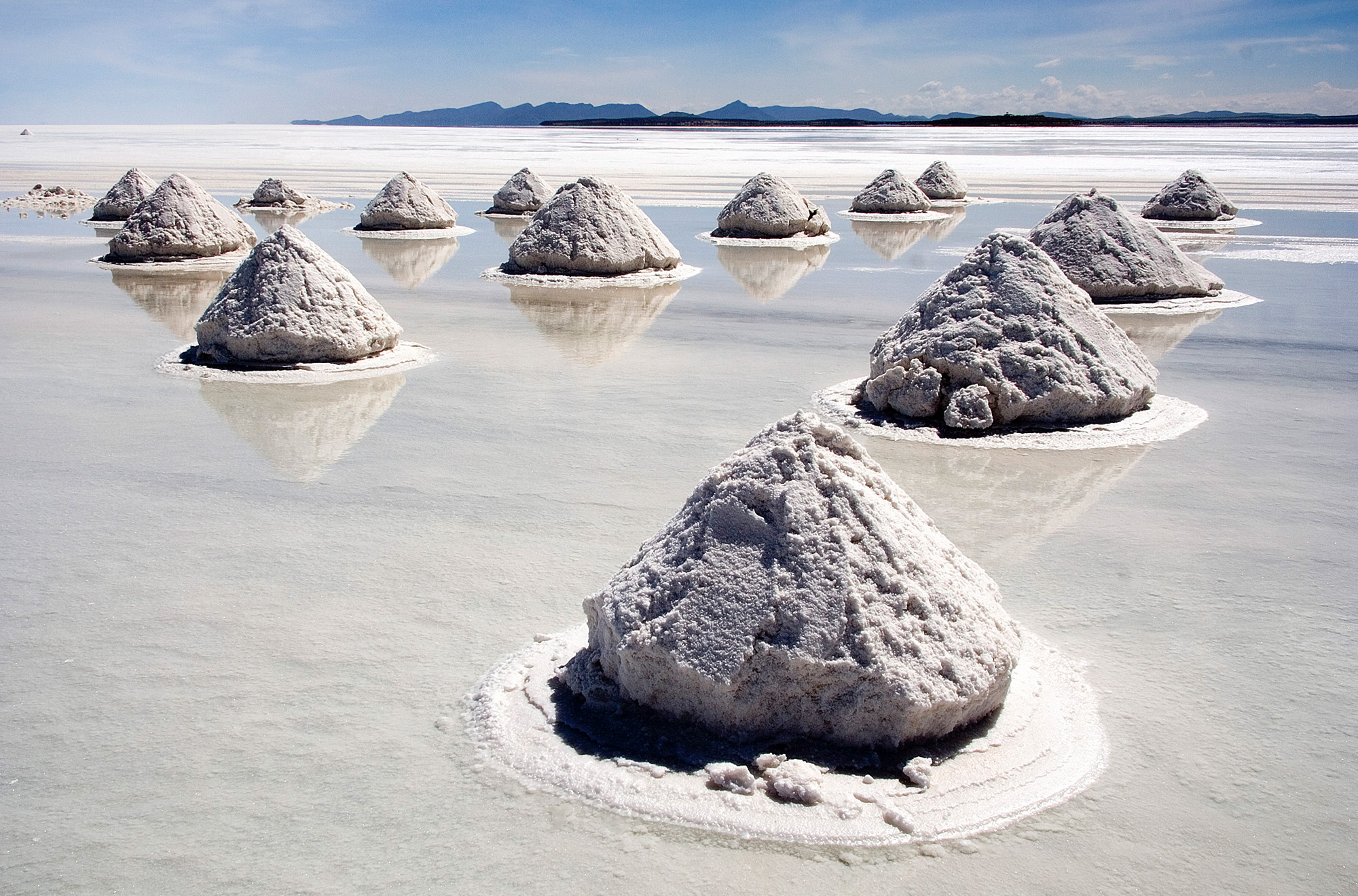
Piles de sal al salar d'Uyuni. La sal és l'única roca mineral comestible per a l'ésser humà

No es tenen detalls científics clars sobre la primera vegada que es va emprar la sal, sia com a ingredient dels menjars o com a conservant. És molt cert que alguns animals de manera instintiva llepen certes pedres amb gust salat i que aquesta operació els proporciona plaer.
És molt possible que l'humà primitiu tingués aquesta necessitat de llepar certes roques per tal d'obtenir aquest gust salat, o que potser comprovés que els aliments envoltats de sal es conservaven durant més temps. Els usos de la sal per part dels humans es remunten a temps molt llunyans i totes les cultures de la terra han considerat la sal com un objecte valuós digne de fer-ne comerç.
Hi ha jaciments a Europa central que permeten afirmar almenys l'ús de la sal ja en l'edat del ferro (un cas n'és la cultura de Hallstatt). És molt possible que els primers usos de la sal provinguessin de cuinar amb l'aigua de mar i de la sal com a substància no dissolta, de la seva extracció en forma del mineral denominat halita.
En el Neolític s'estableixen a Europa certes rutes comercials que connecten diverses poblacions distants a causa de la transhumància. Aquests camins s'encarregaven d'oferir un mitjà per al transport de mercaderies per tal de fer comerç entre diversos pobles. Algunes d'aquestes rutes es convertirien posteriorment en camins especialitzats de transport de sal com és l'Alte Salzstraße (de 100 km de llarg) a Alemanya, que connectava les mines de sal de Lüneburg amb Lübeck. Aquestes rutes, que transportaven diverses mercaderies, aviat van adquirir protagonisme i es convertiren en rutes de la sal en l'època romana, per les quals es transportava la sal de centres de producció a llocs on era necessària. Alguns exemples d'aquest tipus de ruta els podem trobar a Ligúria (Itàlia) i a Bearn (França), més concretament a Salias, on passava la ruta anomenada Lou cami salié.

### Començament a Àsia
A Àsia es proporciona per primera vegada la descripció documentada de forma escrita sobre l'extracció de sal (generalment de mines de sal), així com els seus usos culinaris i la seva conservació, almenys en els anys 2000 aC a la zona de Zhongba (Xina). Hi ha proves de producció de sal en deixalles de ceràmica emprada en l'elaboració (briquetatge) i el seu transport. Els xinesos fermentaren aliments en sal des de l'antiguitat, i els seus usos culinaris s'anaren propagant per tota Àsia, fent d'algunes de les salses una de les característiques pròpies de la cuina asiàtica. A començaments del segle xxi, la Xina és un dels estats amb major capacitat de producció de sal mundial.

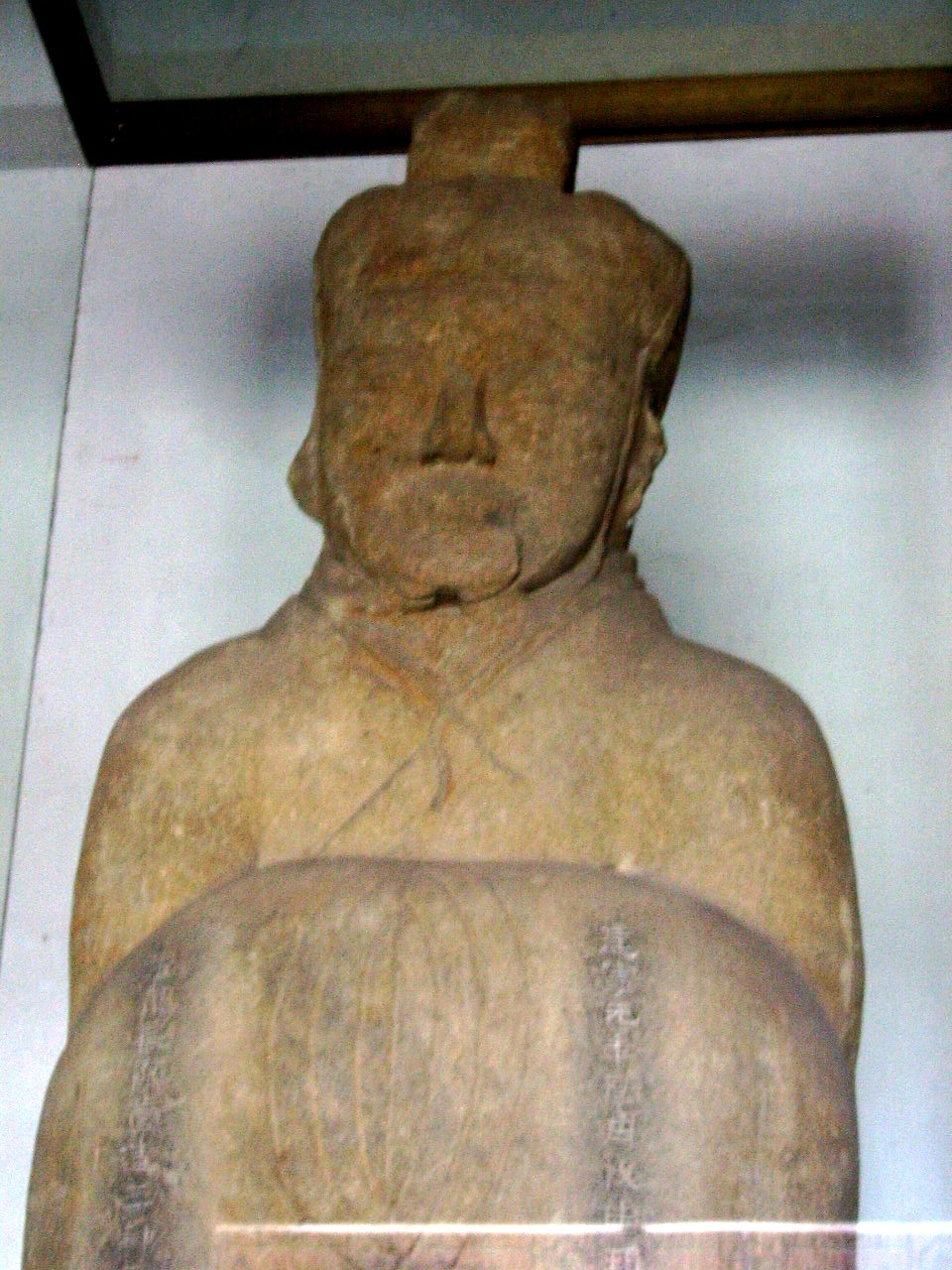
Estàtua de l'enginyer Li Bing, que contribuí a desenvolupar la mineria de sal a la Xina durant el segle III aC

L'ús de la sal com a aliment comença a estar perfectament documentat a l'època de l'emperador xinès Huangdi i es remunta al 2670 aC. Una de les primeres salines verificades per a ús en l'alimentació humana es troba al nord de la província de Shanxi, en un lloc ple de muntanyes i llacs salats. És molt possible que el sol estiuenc evaporés l'aigua dels llacs i la població es dediqués a recol·lectar els cristalls de sal que n'afloraven a la superfície. Les primeres extraccions de sal per processos elaborats (ús de maquinària hidràulica) es remunten a l'època de la dinastia Xia al voltant del 800 aC. Durant aquesta època les aigües marines s'introduïen en recipients de fang exposats al foc de fogueres de llenya fins que s'obtenien els cristalls salins per l'evaporació de la salmorra. Apareix en aquesta època a la Xina el primer ús de la sal en l'àrea de l'alimentació: la salsa de soja, elaborada amb grans de soja fermentada amb sal (denominada shoyu o jiangyou, 酱油). També comencen a preparar-se salses de peix fermentat (que mil anys després s'empraran en forma de garum en la gastronomia mediterrània).
El procés de fermentació de la soja es dugué a terme a la Xina al voltant del 700 aC, per uns monjos budistes procedents del Japó. L'èxit d'aquesta salsa i la seva popularització va fer que aviat es comencessin a fermentar per tot el territori xinès altres tipus de verdura sota processos molt similars al que s'emprava amb la soja; un exemple se'n pot veure en la ciutat denominada Zigong (la ciutat de la sal), on es prepara el pao cai (elaborat per fermentació en sal de la col xinesa) i el zha cai (fermentació de l'arrel de la mostassa). Altres usos antics de la sal a la Xina resolen el transport d'alguns aliments peribles com poden ser el peix o els ous, i els transformen per conservar-los (per exemple els ous en salaó o els tradicionals ous centenaris), de manera que se'n facilita el comerç, en poder transportar-los a zones de l'interior del territori xinès.
Durant el segle III aC a la província de Sichuan hi va haver un home anomenat Li Bing que fou administrador i enginyer durant el període dels Regnes Combatents. Li Bing fou capaç d'elaborar un sistema d'extracció de llots salins procedents de pous que arribaren a assolir fins a 100 metres de profunditat. Aquests llots anaven a parar, mitjançant sistemes de bombatge fets amb bambú, a llocs on es bullien en olles metàl·liques fins a aconseguir per evaporació la precipitació química de cristalls salins irregulars. El procés d'escalfament en olles bullents es feia amb calor procedent de la combustió del gas natural, que era extret mitjançant canalitzacions dels mateixos pous salins que extreien la sal. Les mines tenien una complexa configuració de canalitzacions de bombatge i gas. La sal extreta per les tasques de mineria d'aquests pous proporcionà en aquella època una font d'ingressos molt important a l'estat. Els texts trobats d'aquella època esmenten l'impost de la sal  gravat en cada una de les compres que realitzaven les persones. El primer text que esmenta aquestes pràctiques impositives sobre el comerç de la sal és el Guanzi. Aquestes pràctiques van generar un monopoli de la sal que durà gairebé 300 anys. Amb les recaptacions de la sal es va poder finançar gran part de la construcció de la Gran Muralla Xinesa.
La sal durant aquest període era considerada un aliment de luxe i no era estrany que en un banquet de les classes benestants es presumís de sal pura en recipients especials (possiblement va ser la primera aparició dels antics salers) damunt la part central de les taules dels comensals. Els mongols empren la sal des de temps immemorials, posseeixen en la seva àrea innombrables llacs de gran salinitat, fet que permet abastir el bestiar i la gent amb prou quantitat de sal. És tradicional per aquesta zona un te salat elaborat amb roques salines moltes.

#### Sud-est asiàtic i l'Índia
L'ús de les salses de peix fermentat gràcies a l'ús de la sal s'anà expandint des de la Xina i es va fer molt popular en les diferents gastronomies asiàtiques; d'aquesta manera trobem en la cuina tailandesa el nam pla, a les Filipines el bagoong i a Vietnam el nước chấm (emprat en les celebracions de Nadal). Una altra salsa semblant en l'elaboració i que es van expandir en aquesta zona asiàtica és la pasta de gambes, que s'elabora de manera similar a la salsa de peix. Quan els francesos van arribar a les terres vietnamites de Cotxinxina per colonitzar-ne les terres al segle xix, en veure que els vietnamites menjaven el nước chấm van arribar a dir que menjaven peix podrit, oblidant així el llegat històric del garum romà a les costes mediterrànies.
La cuina japonesa no és propensa a l'ús de la sal (denominada error: {{nihongo}}: Cal text en japonès o romaji (help)) a causa de la dificultat de la seva extracció en aquestes latituds. Malgrat això se n'empra en algunes preparacions com en la tempura, així com en el yakitori. A més a més, es troba en l'elaboració d'alguns envinagrats tradicionals i el seu ús s'ha combinat amb el del glutamat monosòdic (extret d'algues). El shioyaki, una forma de cuinar el peix, empra una gran quantitat de sal. D'aquesta forma el consum de la sal al Japó sempre s'ha satisfet amb la producció interior. El clima del Japó és molt humit i és per aquesta raó que l'evaporació de l'aigua marina es feia amb foc. L'extracció mitjançant mines no és possible a causa de la poca activitat minera que hi ha a les illes.
L'Índia té dipòsits de sal gemma al Panjab; no obstant això, la cuina índia ha preferit l'ús de sal evaporada pel sol (mètode denominat "kartach") abans que per altres mitjans. Avui en dia és freqüent l'ús d'una sal negra de tonalitats lleugerament sulfuroses que és característica de la zona. Hi ha algunes àrees salines tradicionals a l'Índia, com per exemple l'estat d'Orissa. En alguns llocs d'aquest estat hi ha uns jaciments de sal denominats khalaris que produeixen sal de gran qualitat. Quan els anglesos van arribar a l'Índia (i la convertiren posteriorment en una colònia britànica al segle xix), s'apropiaren del mercat de la sal procedent d'Orissa, i n'esdevingué un monopoli britànic. Aviat es va convertir la sal en un símbol de poder econòmic britànic sobre l'Índia fins que el 1930 Gandhi feu la famosa protesta que es denominà la Marxa de la sal, reclamant-ne l'anul·lació dels impostos, que comportaria anys després la caiguda del colonialisme britànic a l'Índia.

### Començament a Occident

#### Antic Egipte

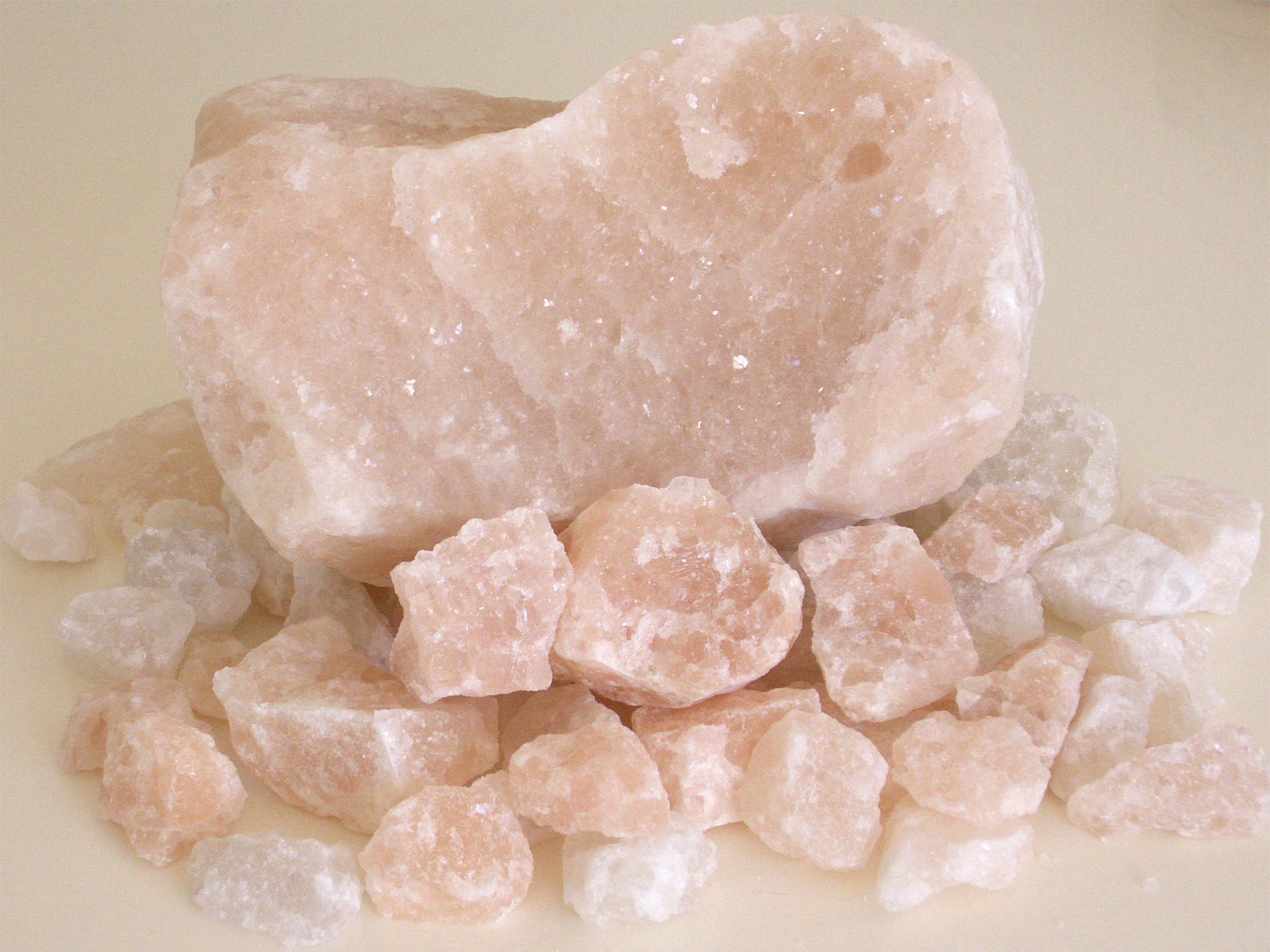
Trossos de cristall rosat de sal procedents de Mongòlia

S'han trobat mòmies preservades amb sorres salines dels deserts d'Egipte (barreja de sal i natró); algunes d'elles daten del 3000 aC, fet que mostra un cert coneixement sobre les propietats preservadores de la sal en l'època dels faraons. No obstant això, alguns autors esmenten que l'ús exclusiu de sal era considerat una adulteració dels processos normals de momificació i que se n'emprava més com una substància dessecant durant les primeres etapes. Els usos que se'n feien en l'antic Egipte incloïen, a més, els culinaris i els ritus funeraris. És conegut que entre les arts culinàries de l'antic Egipte hi havia l'elaboració d'una salsa denominada oxalme (barreja de sal i de vinagre), que posteriorment fou emprada pels romans. També formava part de l'elaboració d'una beguda denominada shedeh. En l'antic Egipte es va començar a curar la carn en sal, elaborant les primeres salaons. Es creu que va ser de les primeres cultures a salar pernil i peixos procedents del Nil, creant els orígens del plat denominat botàriga, molt típic de la cuina mediterrània. Un dels primers usos culinaris podria haver-ne estat la maceració en salmorra de les olives. Plini el Vell en la seva Naturalis Historiæ descriu detalls de com el rei Ptolemeu II descobreix la sal en alguns deserts propers a Pelusi.
Algunes sals egípcies provenien també de les salines solars ubicades a les proximitats del delta del Nil, però també del comerç entre els ports de les primeres cultures mediterrànies, principalment de Líbia i Etiòpia. Se sap que n'hi havia nombroses varietats a les quals denominaven "sal del nord" i "sal vermella" dels llacs propers a Memfis. Els egipcis eren experts en l'exportació d'aliments crus, tals com llenties i blat. A causa de l'ús de tècniques de conservació dels aliments, els egipcis augmentaren el nombre de possibles aliments a exportar, amb el consegüent benefici per als mercaders. Aquesta fou la raó per la qual van aparèixer els primers exportadors de peix en salaó de l'antiguitat. Els egipcis, per l'ús intensiu de salaons, es van fer també importadors de sal, i obtingueren amb aquest comerç un gran benefici econòmic.
Avui en dia algunes rutes de transport de sal es mantenen encara en funcionament i és possible veure-hi caravanes de transport de sal, com pot ser l'Azalai (que vol dir 'caravana de sal'). En aquest camí establert al Sàhara, els tuaregs transporten en camells una gran quantitat de sal a diverses ciutats de la Mediterrània i del nord d'Àfrica. L'any 1960 es van arribar a transportar prop de 15.000 tones per aquest camí.

#### Imperi romà

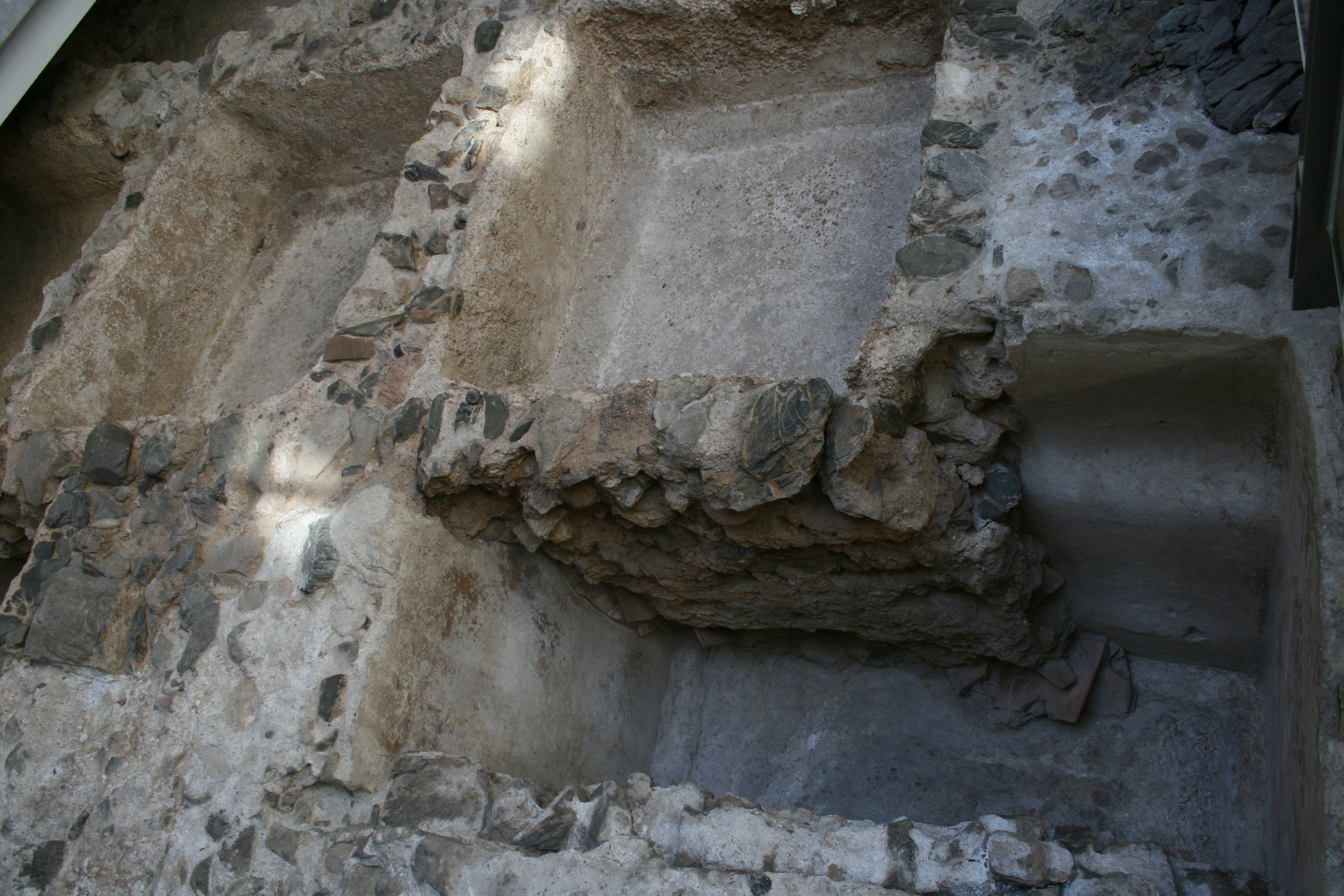
Una de les factories de garum -salsa molt popular elaborada amb molta sal- de l'Imperi romà a Màlaga

A Europa, les extraccions procedents de les mines d'Hallein (que vol dir 'salina') ubicades a la rodalia de Salzburg (que vol dir 'ciutat de la sal'), són de les primeres aportacions europees al comerç de la sal. Una de les cultures anteriors a l'època dels romans que anà adquirint el coneixement de l'aplicació culinària i preservativa de la sal foren els celtes, els quals empraven les salaons en la curació de carn. Quan els celtes van anar cedint als avenços de l'Imperi romà, el coneixement sobre aquestes tècniques anà traspassant-se a poc a poc. Durant els primers moments de l'Imperi Romà els patricis insistien que cada persona tenia dret a posseir una porció de la sal comuna (el concepte de sal comuna prové d'aquella època).
El govern romà no va fer un monopoli del comerç de la sal, contràriament al que es feu a la Xina durant la mateixa època. La importància que tenia per a l'Imperi romà es pot notar en el fet que la majoria de ciutats romanes es construïen i es desenvolupaven al costat d'una salina.
Aviat es van construir infraestructures per al transport i el comerç al llarg de tot Europa. Algunes de les vies més importants que connectaven centres de comerç es denominaven amb topònims que suggereixen avui en dia una passada activitat relacionada amb l'elaboració i comerç amb la sal, com ara la Via Salaria. Es requeria sal en aquells moments per als legionaris, els cavalls, la intendència militar, etc. En alguns moments els soldats eren pagats amb sal, d'aquí prové la paraula «salari» (de fet, l'etimologia de la paraula "soldat" en català prové de l'italià soldato, participi de soldare, tenir algú a sou, que arribà a la nostra llengua a partir del francès).
Els romans van comerciar amb la sal per la Mediterrània gràcies a l'ús que van donar a més a ports marítims, com els d'Òstia, Efes al port Panormo, Phalasarna i Aquileia.
Per als romans era costum posar sal als plats que tenien un contingut alt en verdura; d'aquesta manera es creia que se'n contrarestava el gust àcid d'algunes varietats; aquest és l'origen del nom castellà ensalada. Per exemple Cató el Vell en el seu llibre De Agri Cultura, suggereix que la col s'ha de menjar amb abundant sal. La sal s'afegia al vi formant una beguda especiada denominada defrutum. El consum n'era tan alt que Plini el Vell calculava que un romà qualsevol ingeria la quantitat de 25 grams de sal al dia, esmentant que als mercats romans els aliments es venien de vegades ja salats (al gust romà). Van aprendre els romans dels celtes a posar en salaó el pernil i altres productes del porc. D'acord amb el geògraf i viatjant Estrabó, el pernil més apreciat a l'Imperi romà provenia dels boscos propers a Borgonya, temps enrere territori celta. Els romans van importar pernil d'altres zones que anteriorment havien estat celtes com pot ser Westfàlia, a Alemanya. En algunes zones com a Hispània se salaven pernils amb assiduïtat, emprant les varietats autòctones de porc ibèric. Els romans usaven també la sal per a arrasar els camps en termes de revenja i així evitar que s'hi pogués tornar a cultivar de nou.
Un altre dels productes vegetals emprats en la salaó foren les olives. Els patricis menjaven olives al començament d'un menjar com a aperitiu, malgrat que per a la plebs era un aliment més. Els romans denominaven salsamentum l'aliment que contenia una certa quantitat de sal. Entre els refinaments culinaris es trobava el gàrum, que consistia en una salsa de peix sotmesa a una fermentació làctica a causa de l'ús d'abundant sal: era un dels millors gàrums el denominat sarda (elaborat amb bonítol). El gàrum i algunes de les seves variants denominades liquamen s'empraven de vegades en comptes de sal. En aquesta època les factories d'aquesta salsa s'estenien per tota la costa mediterrània. A més formava part de quatre salses salades més: el moretum, el liquamen, l'allec i la muria. La forma exacta de la seva elaboració, així com els ingredients, s'ha perdut durant la història i poc se'n sap, llevat d'en alguns registres escrits (d'entre els quals cal destacar De re coquinaria). Per regla general, les salines s'ubicaven durant l'època de l'Imperi romà prop dels centres de captura de peixos.
Això no obstant, els romans van trobar fonts de sal a l'interior d'Europa, en concret a les mines de Germània, moltes de les quals foren tancades o destruïdes posteriorment durant la caiguda de l'Imperi romà. En alguns casos els monestirs propers van ser capaços de reobrir-les i posar-les en funcionament durant el període posterior de l'edat mitjana. Així va ocórrer a la zona alpina de Baviera, així com a Àustria. Com a exemple del seu avenç al nord i de la importància que tenia per a ells la producció de sal, es pot comprovar com, en arribar a la Britànnia, es dediquen a construir salines a Nantwich per proveir les ciutats fortalesa legionàries de Deva Victrix i de Stoke-on-Trent. Moltes de les ciutats de Britànnia amb l'acabament actual 'wich' signifiquen en anglosaxó: 'lloc on es produeix sal' (una altra accepció del terme esmenta que prové de "wic" que vol dir 'fortificació'). Una de les ciutats emblema de la sal britànica fou Cheshire, des de l'època romana fins ben entrat el segle xix, en plena Revolució industrial.

#### Edat mitjana europea
La caiguda de l'Imperi romà deixà per les costes de la Mediterrània nombroses salines capaces de proporcionar abundant sal, que era a més de gran qualitat. Dues de les ciutats més importants que van esdevenir capdavanteres en el mercat de la sal foren primer Venècia i posteriorment Gènova. El mercat de Venècia anà creixent fins al segle xiii. La forma actual d'evaporar lentament l'aigua en successius estanys mitjançant la simple acció de la llum solar i del vent podria haver trobat l'apogeu durant el segle vi; aquesta forma d'actuar n'augmentà la producció i aviat es va començar a comercialitzar en grans quantitats entre alguns ports. Algunes ciutats es feren famoses per l'elaboració artesana de productes alimentaris en l'elaboració dels quals calia la sal, tals com el pernil (el prosciutto a la ciutat de Parma, el cuixot salat a Espanya o el jambon a Baiona), el formatge (la diferència entre formatge fresc i curat és la quantitat de sal), embotits tals com el salami (la paraula salami prové en llatí de salat) i el Sauerkraut d'Alsàcia. El gran centre de sal de Reichenhall, a Baviera, fou destruït completament per Àtila, encara que posteriorment a l'edat mitjana, recobrà força fins a aconseguir ser un rival de la gran zona minera de Berchtesgaden. La sal fou un important element de domini en aquesta zona d'Europa fins a l'any 1600. A causa de l'oposició dels ciutadans als impostos que gravaven el condiment, en algunes parts de la Toscana han elaborat pa sense sal (pane sciocco) des de gairebé l'any 1100 fins als nostres dies.
Un dels centres més importants de producció de sal durant l'edat mitjana va ser Cardona, que proveí de sal el port de Barcelona durant segles i part de la càrrega de la qual es dirigia a diferents parts d'Europa, en especial al port de Gènova. El mercat de Gènova anà competint a poc a poc amb el de Venècia. Els genovesos foren pioners en el desenvolupament de l'assegurança marítima: tenien vaixells més grans i entre aquests alguns que podrien ser capaços de travessar l'Atlàntic. La rivalitat existent entre ambdós ports, entre altres motius incitada pel mercat de la sal a Europa, portà com a conseqüència la Guerra de Chioggia (1376-1381), que va donar finalment l'hegemonia a la ciutat de Venècia en el mercat salí. Al segle xiv, el Regne de Bohèmia (en concret la zona de Silèsia), per trencar definitivament la dependència que tenia de la sal provinent de Polònia, fa que el rei Ferran I d'Habsburg l'any 1563 recolzi la creació d'un nou poblat amb l'objectiu de convertir-lo en una ciutat capaç de comerciar amb sal. El primer assentament el denomina Zum Neuen Saltze i en l'actualitat és la ciutat de Nowa Sól (denominada en alemany Neusalz an der Oder).
Les nacions del nord d'Europa van començar a comerciar amb la sal a causa de la necessitat de preservar els aliments fets amb peix. Una en fou Irlanda, comercialitzant la seva producció amb el port de Le Croisic. En alguns casos, la sal obtinguda s'emprava per a salar aliments tan peribles com la mantega i evitar d'aquesta manera que no es tornés rància. Alguns productes culinaris actuals, com ara el corned beef (carn de vaca curada en sal), existeixen gràcies a la necessitat de preservar els aliments. La salaó de peix aviat es convertiria en un coneixement que ajudaria les tripulacions dels vaixells mariners a viatjar lluny. Aquest coneixement donà pas a l'època del colonialisme, en fer-se possible viatjar lluny amb aliments en bon estat de conservació.

## Renaixement

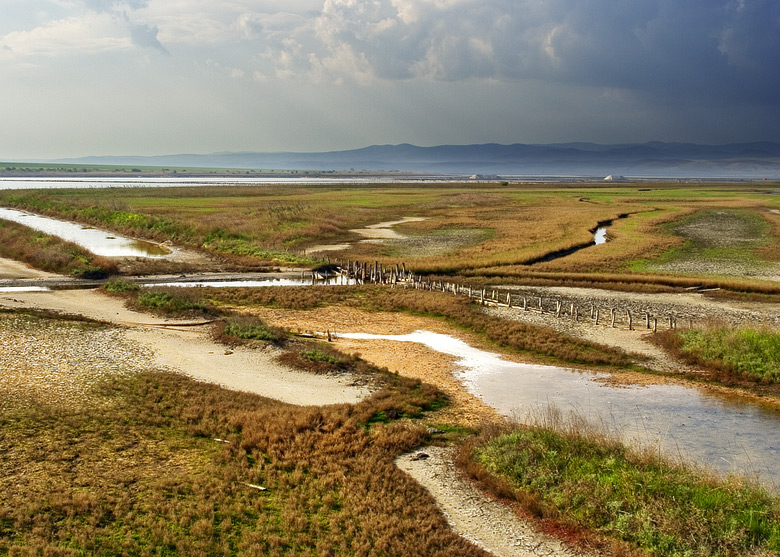
Mines de sal al mar Negre, prop de Bulgària

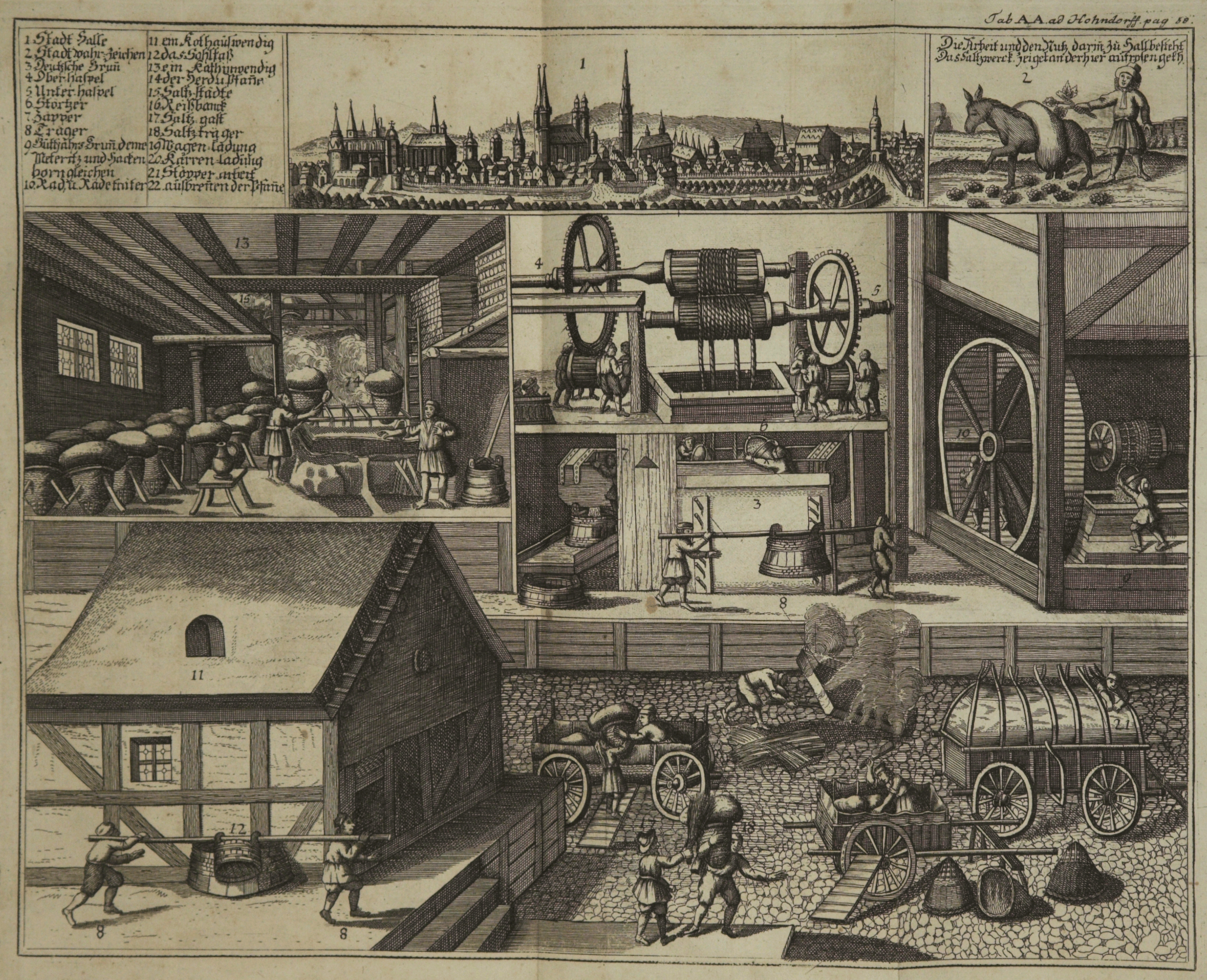
Salines a Hondorff

Alguns escultors com ara Benvenuto Cellini es fan populars a començaments del segle xvi pel disseny de salers tallats en or amb abundants al·lusions a Neptú, rei dels mars. Molta de la sal procedent de l'Europa central estava en mans dels Habsburg, que controlaven la majoria de mines i amb això van establir un monopoli de la sal. Algunes mines es van fer molt populars per la producció que proveïa zones pobres en sal com el cas de Polònia a les mines de la muntanya de Wieliczka (prop de Bohèmia). A Alsàcia es fa popular la salaó de la col en el cas del Sauerkraut (xucrut), i el seu costum s'estén fins a Polònia (on el bigos es menja amb Sauerkraut), i arriba fins a Rússia. A Lituània hi ha una deïtat que protegeix i promou l'adobat amb sal de les verdures, anomenat roguszys.
Al segle xvii a Anglaterra es feu molt popular el consum d'anxoves en salaó picades i elaborades en una espècie de salsa emprada com a condiment. L'ús d'anxoves en salaó era molt popular ja anteriorment al continent europeu. Aquesta salsa va ser coneguda més tard com a quètxup. El nom de "quètxup" deriva de les salses de peix i soja denominades kecap ikan. El nom d'altres salses indonèsies també té la paraula kecap (pronunciat en indonesi quètxup). Aquesta salsa s'emprava en la cuina anglesa del segle xvii i posteriors, de la mateixa manera que s'usava a la Mediterrània el ja extint garum. El quètxup anglès es va convertir en quètxup de tomàquet als Estats Units, quan li van afegir salsa de tomàquet (tomato ketchup), i a poc a poc va deixar de ser un producte salat fins a convertir-se avui en dia en tot el contrari: una salsa gairebé dolça.
L'impost sobre la sal a França denominat la gabelle durant l'Antic Règim causà motins i rebel·lions per tot l'estat. Una de les característiques més aclaparadores d'aquest impost era que cada francès major de 8 anys havia de consumir prop de set quilos de sal a un preu fix prèviament estipulat pel rei. A aquesta obligació se l'anomenava sel du devoir ('sal del deure'). D'aquella època daten a França les salines reials d'Arc-et-Senans. El 1790 l'Assemblea Nacional Francesa va declarar l'impost de sal una mica "odiós" i n'anul·là l'aplicació. Anys després, Napoleó Bonaparte va establir de nou la gabelle.
Es comencen a escriure estudis sobre la sal en diverses parts del món; a Terol l'humanista Bernardino Gómez Miedes escriu l'any 1579 un tractat en tres volums denominat Comentaris sobre la sal. En aquest, en forma de diàleg entre diversos personatges ficticis com Quintana (un àvid consumidor de sal) i Metrófilo (oposat al consum de sal), es mostren al lector els dubtes i opinions renaixentistes sobre el consum de sal. A Europa alguns químics com J. R. Glauber són capaços d'elaborar sal altament refinada, a la qual denominen Sal mirabilis o Mirabili, sal que va vendre a causa de la seva fórmula secreta i n'obtingué un gran benefici. A Biscaia, entre 1631 i 1634 es produeixen diversos motins anomenats la rebel·lió de la sal; aquesta machinada (revolta) s'origina per culpa d'un conflicte econòmic per la pujada del preu de la sal emmagatzemada en la Senyoria de Biscaia.

## Sal a Amèrica
La importància de la sal a Amèrica es reflecteix en el fet que moltes cultures indígenes tenen deïtats en honor de la sal. Cal ressaltar que la història de la sal a Amèrica és una història plena de guerres pel control de la seva producció, fins i tot abans no arribessin a les terres els europeus colonitzadors. L'arribada de colons europeus a les costes d'Amèrica no sols canvià el control del mercat de la sal sinó que a més s'incrementà la seva demanda per a usos completament industrials.

### Amèrica del Nord
El 1541, quan el conqueridor espanyol Hernando de Soto viatjava pel Mississipi, ja es pogué adonar que, al llarg del riu, les tribus recollien la sal. Els anglesos, en arribar a Terranova a l'Amèrica del Nord, començaren a pescar el bacallà i amb això canvià la demanda local de sal. Això feu que l'almirallat britànic hagués d'injectar sal al mercat mitjançant la via diplomàtica o per la guerra. En aquelles èpoques Portugal tenia una gran quantitat de sal i peix, però necessitava protecció de la flota francesa. D'aquesta manera Portugal i Anglaterra van formar una aliança de protecció a canvi de sal. Aquesta aliança feu que Anglaterra tingués accés a les salines de Cap Verd. La marina anglesa, durant el segle xvii, capturà durant diverses batalles navals la sal dels vaixells espanyols que rondaven per l'àrea de l'illa La Tortuga (avui en dia part de Veneçuela). El 1684 les Bermudes eren una colònia britànica que a poc a poc va anar adquirint el mercat del peix, la qual cosa va fer que es necessités sal per a conservar-lo. A les Bermudes no es podia elaborar sal pel seu clima fred, fet que va fer que es busqués sal a les Bahames. Aquestes illes aviat esdevingueren centres d'elaboració de sal per als vaixells. Una de les illes més prominents en producció salina fou la Gran Turca.
Es pot dir que les tres nacions que es disputaven el mercat de la sal a l'Amèrica del Nord durant el segle xvii eren els holandesos, els anglesos i els francesos. Els holandesos van donar permisos als colons per construir salines a la rodalia de Nova Amsterdam. En l'època de la Revolució americana, alguns productes alimentaris com el pernil de Virgínia (denominat als Estats Units Country ham o fins i tot Virginia ham) es van fer famosos. Els colons nord-americans van buscar els seus propis usos de la sal en la conservació d'aliments autòctons, i ho feren per culpa, en part, dels habituals talls de subministrament de sal que paraven la producció local de salaons. Quan van començar les conteses de la independència, el bloqueig de sal fou un dels primers materials vigilats entre les fronteres. La desfeta de Bunker Hill va fer que es tallés definitivament el subministrament des d'Europa. Es va promoure que els colons poguessin elaborar la seva pròpia sal mitjançant l'ebullició d'aigua marina. Un dels centres de producció més importants durant la fase d'independència americana en fou Cape Cod. Amb el pas del temps es descobririen fonts tan importants de sal com el Gran Llac Salat, al qual deu el nom Salt Lake City (que originàriament es denominava "Great Salt Lake City"). Prop d'allà, trobem el salar de Bonneville (d'una superfície de 412 km²) ubicat al nord-oest d'Utah.
El tractat de Versalles de l'any 1783 no deixà tancat el tema de la distribució de sal a les colònies. Gran part dels centres de producció de sal eren lleials a la Gran Bretanya i això implicava alguns dels centres com l'illa del Gran Turc i Caicos, a més de Salt Cay i Cape Cod. Aquests n'enviaven la producció a Europa, en lloc d'enviar-la a les noves colònies. Això feu que moltes parts dels Estats Units comencessin a produir sal en grans quantitats, per a, d'aquesta manera, poder satisfer la creixent demanda interior. La batalla de Nova Orleans donà la preponderància als colons davant els britànics, i això feu que el mercat de la sal estigués per primera vegada en mans dels locals. El 1817 es va començar la construcció del canal Erie gràcies als diners recaptats pels impostos que gravaven la sal: el canal va obrir una important via de comunicació a la zona propera a Nova York. Ja el 1860 als Estats Units eren més grans consumidors de sal per capita que els europeus.

### Amèrica Central i del Sud
Els asteques, durant la cerimònia de Vixtociatl, prenien una dona que hagués treballat a les salines perquè representés la deïtat en una espècie de dansa. Els asteques controlaven les rutes de la sal amb tropes militars. Els inques van ser també productors de sal, que procedia dels pous dels afores de Cusco. Els muisques, una tribu que vivia a prop de l'actual Bogotà, es feren dominadors de la zona tan sols per la seva habilitat per obtenir sal mitjançant l'evaporació de llots salins. Abans de l'arribada dels espanyols, extreien la sal de la conca de Mèxic i existien mercants específics per a la sal, denominats iztanarnacac, que es dedicaven a anar de mercat en mercat amb unes "olles de sal" de ceràmica (iztacomitl).
Quan els espanyols van colonitzar Amèrica, van prendre immediatament el poder sobre els centres de producció de sal (Hernán Cortés procedia d'una zona espanyola propera a les salines portugueses i espanyoles). Se sabia que els tlatoques mantenien la seva independència respecte a l'opressió dels asteques mitjançant una simple abstinència de sal en la dieta, evitant-ne els impostos que sobre el consum havia carregat l'imperi asteca a tots els seus súbdits. Els maies empraven la sal com a medicina i aquesta formava part de rituals associats amb el naixement i la mort. Hernán Cortés va trobar al Yucatán una gran indústria de sal. Allà se n'obtenia per evaporació des de feia 2.000 anys. Un dels principals centres de producció de sal maia era la zona de Belize.
Els maies obtenien la sal procedent de les salines dels Nou Turons (avui en dia ubicades a Guatemala). A més, sabien extreure la sal potàssica d'algunes plantes. Aquest era el cas dels lacandons, que eren capaços d'extreure sal d'algunes palmeres i després usaven aquesta sal com a moneda. L'arribada dels colonitzadors espanyols canvià la demanda de sal al continent. Obsessionats amb l'extracció de minerals, els espanyols empraven per exemple la sal en alguns processos com el "patio", per netejar les impureses de l'argent. Aquest procés requeria grans quantitats de sal.
A Veneçuela, les salines d'Araya es converteixen en un important centre de producció. Descobertes per Pedro Alonso Niño i Cristóbal Guerra l'any 1500, no és fins a l'any 1601 que els espanyols prenen consciència de la importància de la salina a causa de les incursions de navilis holandesos a la península de Pària amb la intenció d'apoderar-se'n. Les ofensives hispanoholandeses es van anar succeint i arran d'aquesta licitació, Espanya decreta el 1622 construir el castell d'Araya, que defensa la zona. El 1648 se signa la pau amb Holanda i es va establir a la zona el trànsit de mercaderies. Les salines van ser adquirides l'any 1872 per l'estat veneçolà.

## Mercat del bacallà

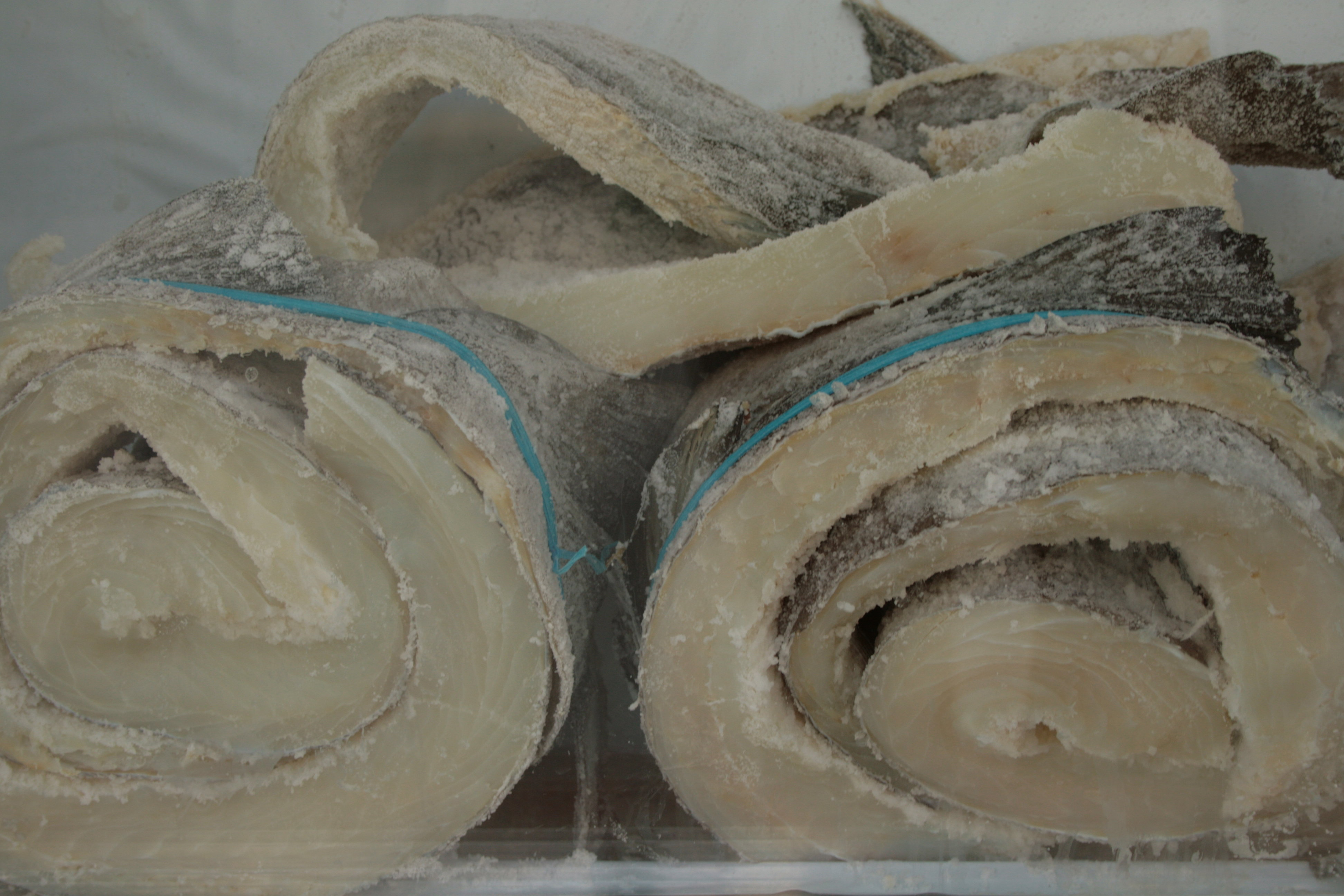
El bacallà en salaó: la seva producció i comercialització estan molt unides al comerç i producció de sal

La salaó de determinats tipus de peix, com ara el bacallà, és molt important des del punt de vista econòmic i culinari en algunes zones d'Europa tals com Portugal, el nord de la península Ibèrica, França, Noruega, Finlàndia, Suècia, etc. Les salaons de peix intentaven contrarestar l'estacionalitat de la captura i poder així oferir en diferents èpoques de l'any el peix, a més de proporcionar la seva disponibilitat en llocs llunyans als de les costes.
Catalunya fou un dels països més entusiastes en la salaó del bacallà quan l'any 1443 prengué el control de Nàpols, i portà a Itàlia el gust per aquest tipus de peix. Però on sorgí el gust per conservar-lo en salaó fou en totes les nacions pesqueres del nord d'Europa. El problema era que aquestes nacions tenien el bacallà en grans quantitats però la sal hi era escassa. Aquesta necessitat feu que s'establissin comerços simbiòtics entre si. Així, els vikings i altres nacions bàltiques començaren a comerciar amb certes zones de França i el nord de la península Ibèrica, amb l'objecte d'agafar sal de les salines i poder realitzar les quantitats necessàries de bacallà en salaó que la demanda requerís.
Aquest comerç va fer que a l'edat mitjana creixés la producció a les salines de Guérande, a França, on s'obtenen les famoses flors salines. En el cas dels bascs, molts vaixells sortien de les seves costes carregats de sal i tornaven amb grans quantitats de bacallà. El seu mercat s'uní al de la sal entre els segles x i xvii. Molts dels ports europeus van començar a comerciar amb bacallà en salaó, com ara la Corunya (Galícia), Porto i Lisboa (Portugal) i La Rochelle (França). En alguns estats el bacallà en salaó és avui en dia símbol d'identitat culinària, com a Portugal, on se sala el bacallà a les salines de Setúbal. Alguns països no van poder salar-lo, ja que no podien obtenir sal blanca (anomenada sal de badia). És per aquesta raó que alguns tractats de culinària medieval dicten receptes per elaborar aquest tipus de sal, com ara el Ménagier de Paris.
A Anglaterra, durant el segle XVII i a causa de la reeixida guerra marítima contra França, es va poder accedir amb la flota pesquera fins als bancs de bacallà de l'Amèrica del Nord, propers a l'illa del Cap Bretó. Aquest esdeveniment va fer que la demanda de sal a Anglaterra creixés, per a salar les partides provinents de l'Atlàntic.

## La salaó de l'areng i la Lliga Hanseàtica

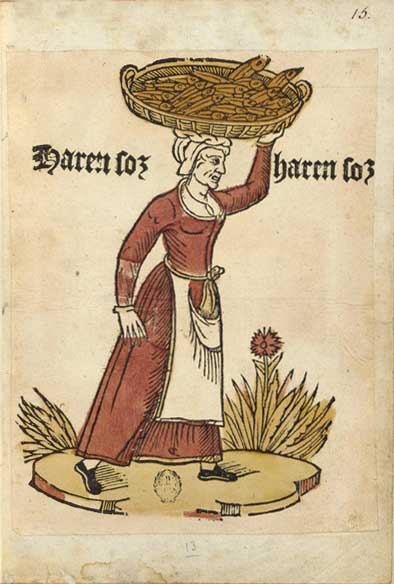
Dona transportant una cistella al cap plena d'arengades en salaó

Un altre dels peixos més conservats en salaó és l'areng, un peix que es prepara de moltes maneres diferents i que és molt habitual en molts països del nord d'Europa. Es pot trobar en molts mercats actuals i històricament també a l'edat mitjana. A París, de fet, existia la figura de l'harengère (venedor d'arengada). També és comú als Països Baixos, el nord d'Alemanya, Suècia, etc. L'arengada rares vegades arriba a ser popular als països de la Mediterrània i per això només es comercialitzà als països del nord d'Europa.
Zelanda (sud d'Holanda) era el centre de producció de la sal del nord. Atès que els dies assolellats eren escassos, les darreres fases d'evaporació es duien a terme amb focs que escalfaven els llots per obtenir una sal de color negre (de vegades barrejada amb les cendres blanques per donar un aspecte més refinat) utilitzada en la salaó de l'arengada. Així mateix, fou famosa durant l'edat mitjana la producció de sal procedent de l'illa de Læsø (Dinamarca), així com Kattegat, situat entre Suècia i Dinamarca. A Rússia era coneguda la producció de sal de la ciutat de Múrmansk. En totes aquestes zones la sal s'emprava per a la salaó del salmó.
Es pot destacar l'escriptor i cartògraf Olaus Magni Gothus com a testimoni que descriu els processos i tècniques d'extracció de la sal en els suara esmentats països durant el segle xvi: narra com s'extreia la sal del mar i es transportava amb nombrosos troncs d'arbre buits. Aquesta operació va devastar nombrosos boscos del nord d'Europa, ja que la fusta s'emprava igualment per a escalfar l'aigua i bullir-la fins a la completa evaporació, i eren necessàries grans quantitats de fusta per produir poques quantitats de sal.
La salaó de l'arengada en aquests països obligava a buscar mètodes per salar que empressin poca quantitat de sal a causa de com resultava de car tot plegat; per això s'inventaren mètodes combinats com el fumat-salaó (salmó), el confit-salaó (Surströmming), etc.
Alguns autors van descriure amb detall la manera de salar els arengs estalviant sal, com és el cas de Simon Smith, que defineix clarament els processos d'emmagatzematge en barrils.
Però la forma més organitzada d'aconseguir això fou la Lliga Hanseàtica, que s'encarregà de transportar la sal més refinada del sud als punts de pesca d'areng (via l'Alte Salzstrasse), garantint a més uns barrils de gran qualitat a preus relativament barats per l'època.
La lliga va aconseguir contractes exclusius de sal amb Setúbal (Portugal), així com a Guérande (on es produeix una apreciada flor de sal), i arribà a mobilitzar gairebé 200 vaixells de transport. D'altra banda localitzà els centres de producció de l'arengada al nord: Falsterbo i Skanör (sud de Suècia). Construí als ports alguns magatzems de sal (Salzspeicher) de gran volum per garantir la distribució de sal en la indústria. L'eficiència de la Lliga Hanseàtica feu que l'arengada fos un producte barat, popular i molt assequible als estrats baixos de la societat. Un dels grans èxits en el procés d'obtenció de sal de la Lliga és l'excavació a la muntanya de Dürnberg, des d'on, gràcies al sistema de canals de què disposa Alemanya, s'arriba a Lüneburg, on la Lliga transporta la sal a altres llocs de processat.
L'any 1630 els danesos entren en guerra amb la Lliga Hanseàtica pel control de la salaó i el mercat de l'arengada. Es pot dir que el mercat estava completament dominat per la Lliga des de gairebé començaments del segle xv, i començava a posar en perill algunes de les economies de la zona.

## Època moderna i actualitat

Gandhi durant la Marxa de la sal que provocà la caiguda de l'Imperi britànic a l'Índia

A començaments del segle xix, la química comença a descobrir l'autèntica composició de la sal (NaCl). El químic anglès Humphry Davy, entre els anys 1806 i 1808, descobreix el sodi i el potassi, entre altres elements químics. Uns anys més tard, el 1810, descobreix el clor en aïllar-lo en una pila de liti mitjançant una electròlisi. D'aquesta forma, juntament amb les indagacions anteriors del químic alemany Glauber, s'aconsegueix el 1715 l'elaboració artificial del sulfat de magnesi o sal d'epsom. Els químics d'aquesta època de la primeria de segle començaven a comprendre que la denominació de sal incloïa altres substàncies. Així, a finals del segle xviii el químic francès Guillaume-François Rouelle intentà escriure una definició de sal com la substància química obtinguda de la reacció entre una base i un àcid (àcid + base = sal + aigua). El descobriment de Nicolas Appert sobre la preservació dels aliments feu que el 1803 Napoleó inclogués els seus experiments sobre brous concentrats de carn i verdura (amb un alt contingut de sal, superior al 60% del pes) entre les seves reserves logístiques d'aliments per als soldats francesos. Seguint l'èxit d'Appert, l'industrial anglès Bryan Donkin començà a experimentar amb aliments enllaunats i ja el 1830, en una factoria portuària de La Turballe (França), s'elaboraren sardines en llauna per primera vegada. Sorgeixen noves aplicacions de la sal. En fotografia, l'any 1826, l'enginyer Joseph Nicéphore Niépce amb la inspiració dels experiments de Johann Heinrich Schultz (1724), realitza la primera fotografia fixa en una solució salina que acabaria donant idees per fer posteriorment el primer daguerreotip, instrument precursor de la fotografia moderna.

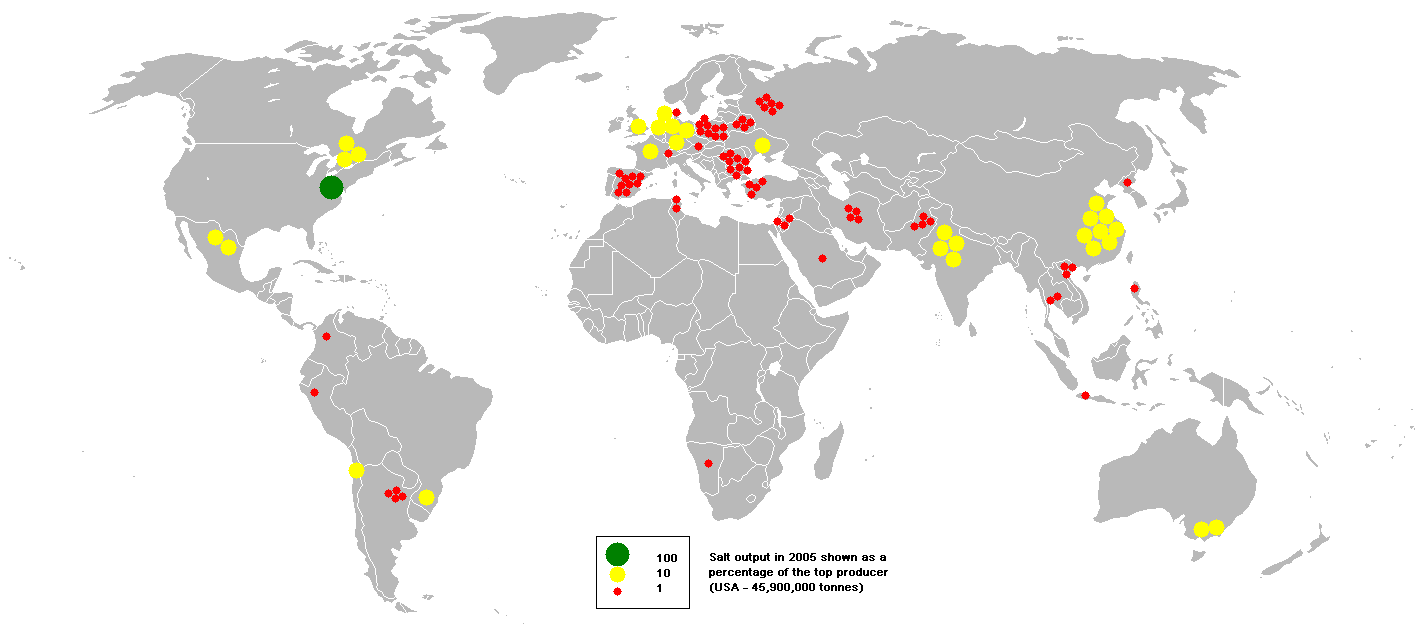
Producció de sal al món (any 2005)

La Revolució industrial va portar nous processos industrials d'elaboració dels diferents tipus de sal i, a més a més, noves idees sobre la conservació dels aliments. Per exemple, la idea de generar fred artificial per conservar els aliments neix ja a començaments del segle xix i es va perfeccionant a poc a poc amb nombroses invencions que en millorarien les prestacions. La idea es porta a la pràctica gràcies a Clarence Birdseye, científic que realitza amb èxit per primera vegada la congelació d'aliments amb finalitats de preservació el 1925. L'invent de C. Bridseye feu que decaigués la demanda de sal als Estats Units i a la Gran Bretanya. L'any 1928 es venien molts productes alimentaris congelats, molts dels quals abans només era possible conservar-los en sal. Aquesta nova tendència va fer que la demanda de sal per part de la indústria alimentària baixés i la necessitat de sal deixés de ser un bé econòmic. Ja era possible a començaments del segle XX transportar peix a l'interior, lluny de la costa i de les zones pesqueres, sense ser en salaó.
Als avenços en la conservació d'aliments que feien decréixer la demanda mundial de sal, s'hi unien els avenços en l'eficiència de la indústria de la sal. Es parlava a començaments del segle xx d'unes màquines anomenades evaporadores capaces de millorar la producció de sal, obtenint un producte acabat altament refinat. Des dels anys 20, s'ha anat emprant cada vegada més aquest mètode industrial i avui en dia només es fa sal pel "mètode tradicional" en llocs amb gran experiència i trajectòria en aquest mètode. Els evaporadors al buit han anat obtenint a poc a poc millores que n'han augmentat l'eficiència respecte a les salines tradicionals. El transport de sal fou sempre un negoci beneficiós. D'aquesta forma naixia l'any 1848 una multinacional de la sal denominada Morton CO, fundada per un jove anomenat Joy Morton per tal d'elaborar i transportar sal. El 1911, una de les innovacions n'era l'addició de carbonat de magnesi (MgCO₃) per tal de mantenir els grans de sal lleugerament lliures i que d'aquesta forma poguessin ser més agradables al públic (posteriorment es va substituir el carbonat per silicat de calci). El 1924 Morton CO fou la primera companyia a posar entre les seves variants la possibilitat de la sal iodada. Va ser, així mateix, una de les primeres companyies que garantia en les seves campanyes publicitàries que cada gra que produïa era exactament igual. La companyia existeix avui en dia i és una de les majors distribuïdores de sal al món.
Els impostos que l'Imperi britànic aplicà a la sal a la colònia de l'Índia van provocar que el març de l'any 1930 Mahatma Gandhi protagonitzés com a protesta la coneguda Marxa de la sal, que acabà provocant la independència de l'Índia. La marxa s'inicia en el petit poble de Dandi a causa de les protestes del poble en contra dels impostos britànics aplicats contra la sal. La contesa pacífica iniciada per Gandhi acaba amb el pacte Gandhi-Irwin un any després de la Marxa de la sal; a partir d'aleshores la sal s'elaboraria a preu de mercat i la responsabilitat d'aquesta tasca s'encarregava des del govern independent de l'Índia a petites cooperatives. Avui en dia el centre més gran de producció de sal de l'Índia es troba al Gujarat, així com al desert de Thar.
A la primeria del segle xxi les normes dietètiques d'alguns països recomanen la ingesta d'una quantitat diària de 6 grams de sal (quantitat que una dieta vigilada pot sobrepassar amb gran facilitat). La tendència de la majoria de la població és creure que la sal del menjar provoca problemes de salut i per aquesta raó es tendeix a disminuir-ne el consum, la qual cosa al seu torn tendeix a disminuir-ne la demanda, no sols de sal, sinó també dels productes en salaó. S'ha demostrat que un consum alt de sal és perjudicial per a la salut i hi ha països en què s'han realitzat campanyes perquè la població en redueixi el consum diari: s'ha aconseguit un guany en l'esperança de vida del voltant d'1,8 mesos en homes i 1,4 en dones. Avui en dia algunes preparacions que tradicionalment es feien en salaó, amb prou feines porten ja sal i es conserven més gràcies a la refrigeració artificial, com seria el cas del bacó o el pernil. Aquesta tendència ha afectat en alguns casos fins i tot el bacallà en salaó i les anxoves.
Durant molts segles les diverses cultures de la terra han pagat més per la sal blanca i cristal·lina (refinada) que per la fosca. En l'actualitat aquesta tendència s'ha invertit i la gent aprecia i paga més diners per la que és de colors o que es barreja amb altres espècies. Un exemple és la sal denominada alalea, procedent de Hawaii, el color vermell de la qual és perquè prové de llots. En el seu dia va ser paradoxalment rebutjada pels colons, mentre que avui és molt apreciada en l'alta gastronomia.
La sal s'ha anat abaratint al llarg del segle XX i avui resulta un ingredient molt assequible, però la seva necessitat existeix i seguirà existint tant en l'alimentació humana com en la indústria. Es preveu que el consum de sal en la indústria augmentarà per l'aparició de nous usos com el reactor de sal fosa (MSR) que empra sal fosa com a mètode de refrigeració.

## Història de la sal als Països Catalans
Pel que fa als territoris de parla catalana, cal destacar al llarg de la història la presència de centres productors de sal com Cardona (Bages), Gerri de la Sal (Pallars Sobirà), La Salanca (Rosselló), l'Albufera de València, Ses salines (Mallorca) o ses salines d'Eivissa.
Als Països Catalans, l'explotació de la sal data de l’època preromana. Les salines més pròsperes eren les d’Eivissa, d’origen púnic. Rivalitzaren amb aquestes, sobretot a l'edat mitjana, les salines de la Ràpita, a l'est del port dels Alfacs. L’any 1149 Ramon Berenguer IV atorgà carta de poblament a Tortosa amb lliure dret a les salines.
La sal era explotada en diversos indrets de la costa: Sant Llorenç de la Salanca i Canet de Rosselló, Tamarit, Amposta, Peníscola, València, Torrevella i la Mata. Terra endins, diverses emergències d’aigua salada donaren lloc a explotacions salineres com els salins del monestir de Santa Maria de Gerri de la Sal (Pallars Sobirà), Vilanova de la Sal (Pallars), Aguinaliu i Peralta de la Sal (Ribagorça), Cambrils (Solsonès) i Camarasa (Noguera). Al País Valencià, Xàtiva, Xiva (Foia de Bunyol) i Xelva (Serrans). Menció especial mereix la sal de Cardona i de Súria (Bages), explotada des d’època preromana i esmentada per Cató el Censor, Plini el Vell i Aule Gel·li. La seva importància decaigué en estendre’s l'ús de la sal marina, però va perdurar fins al segle xx. La sal i la seva explotació eren una regalia de la Corona, però el rei es veié forçat des de l’època medieval a cedir part de la seva regalia per estimular la repoblació o recompensar favors. El domini de les salines atorgà un poder extraordinari, com és el cas dels senyors de Cardona, Súria, Gerri de la Sal i Cambrils o els Oliver de Tortosa, senyors de les salines de la Ràpita.
A l’Empordà destaquen les salines dels comtes d’Empúries a Castelló d’Empúries i Torroella de Montgrí, documentades des del segle xiv i concedides a la noblesa local a canvi de censos. A l’Escala, el topònim closa de les Salines, a la banda nord de Sant Martí d’Empúries, indica que hi devia existir algun aprofitament antic de sal, en una zona que després es va dedicar al conreu de l’arròs i s'aprofitaren les motes per inundar els camps.